# Ребоксетин
Ребоксети́н — антидепрессант из группы ингибиторов обратного захвата норадреналина (ИОЗН). Предназначен для лечения большого депрессивного расстройства; офф-лейбл также применяется для лечения панического расстройства и синдрома дефицита внимания и гиперактивности (СДВГ).
Препарат одобрен для использования во многих странах мира, но не является зарегистрированным лекарственным средством в России и не одобрен для использования в США. Несмотря на то, что эффективность препарата как антидепрессанта была подставлена под сомнение некоторыми из опубликованных исследований, он продолжает набирать популярность.

## Применение

### Большое депрессивное расстройство
В медицинском сообществе было много споров касательно того, является ли ребоксетин более эффективным, чем плацебо, при лечении депрессии. Согласно метаанализу 12 антидепрессантов второго поколения, проведённому в 2009 году, ребоксетин не проявил большую, чем плацебо, эффективность, и был «значительно менее» эффективен и переносился хуже, чем другие препараты при лечении острой фазы униполярной большой депрессии у взрослых.
В сентябре 2011 года Британское управление по контролю за оборотом лекарств (MHRA) заявило, что исследование имело ряд ограничений и что «в целом соотношение пользы и риска для ребоксетина остаётся положительным при его назначении по разрешённым показаниям». Обзор доступных данных по эффективности и безопасности препарата в Великобритании и Европе подтвердил, что ребоксетин имеет преимущество перед плацебо при его применении по разрешённым показаниям. Препарат проявил заметную эффективность при лечении пациентов с тяжёлой или очень тяжёлой депрессией.
Согласно систематическому обзору и метаанализу, проведённым IQWiG, включая данные, которые не были опубликованы, опубликованные данные о ребоксетине завышали его пользу на 115 % по сравнению с плацебо и на 23 % по сравнению с СИОЗС, а также недооценивали его вред, из чего был сделан вывод о неэффективности и потенциальной опасности препарата. Исследование также показало, что почти три четверти данных о пациентах, принимавших участие в клинических испытаниях ребоксетина, не были опубликованы компанией Pfizer.
Систематический обзор 2018 года и сетевой метаанализ, сравнивающие эффективность и переносимость 21 антидепрессанта, показали значительно меньшую эффективность ребоксетина по сравнению с другими испытанными антидепрессантами.

### Паническое расстройство
В двойном слепом рандомизированном плацебо-контролируемом исследовании ребоксетин значительно улучшил симптомы панического расстройства. Другое рандомизированное контролируемое исследование, в котором ребоксетин сравнивался с пароксетином, показало, что пароксетин значительно превосходит ребоксетин в лечении панического расстройства. Несмотря на эти необнадёживающие результаты, открытое исследование по изучению эффективности ребоксетина при паническом расстройстве, резистентном к терапии препаратами класса СИОЗС, продемонстрировало значительную пользу от лечения ребоксетином.

### Синдром дефицита внимания и гиперактивности
Многочисленные клинические испытания подтвердили эффективность ребоксетина в лечении синдрома дефицита внимания и гиперактивности (СДВГ) как в краткосрочной, так и в долгосрочной перспективах и у детей/подростков, и у взрослых.

### Другие применения
Серия частных случаев и открытое пилотное исследование продемонстрировали эффективность ребоксетина при лечении нервной булимии. Ребоксетин также может быть эффективен при лечении резистентного к терапии ночного энуреза у детей. Пилотное исследование продемонстрировало эффективность ребоксетина при лечении нарколепсии. Отдельные испытания и метаанализ показывают, что ребоксетин может ослаблять вызванное антипсихотиками увеличение веса; также имеются некоторые доказательства оказания положительного эффекта препарата на депрессивные и, возможно, другие симптомы шизофрении при применении совместно с антипсихотиками.

## Противопоказания
Ребоксетин противопоказан при узкоугольной глаукоме, сердечно-сосудистых заболеваниях, эпилепсии, биполярном расстройстве, задержке мочи, гипертрофии предстательной железы, при одновременном приёме ингибиторов моноаминоксидазы (ИМАО) и при гиперчувствительности пациента к самому ребоксетину или какому-либо из вспомогательных веществ препарата.

## Побочные эффекты
Очень распространённые (частота встречаемости >10 %) побочные эффекты включают бессонницу, головокружение, сухость во рту, запор, тошноту и чрезмерное потоотделение.
Общими (1-10 %) побочными эффектами являются потеря аппетита, ажитация, тревога, головные боли, беспокойство, ощущения покалывания, искажённое восприятие вкуса, трудности с ближним или дальним зрением (проблемы с аккомодацией), учащённое сердцебиение, ощущение сердцебиения, расслабление кровеносных сосудов, приводящее к низкому кровяному давлению, высокое кровяное давление, рвота, сыпь, ощущение неполного опорожнения мочевого пузыря, инфекция мочевыводящих путей, болезненное или затруднённое мочеиспускание, задержка мочи, эректильная дисфункция, болезненная эякуляция или её задержка и озноб.
Метаанализ 2009 года показал значительно худшую переносимость ребоксетина по сравнению с другими 11 антидепрессантами второго поколения, рассмотренными в анализе.

## Передозировка
Ребоксетин считается антидепрессантом с относительно низким риском передозировки. Симптомы:
- Потливость;
- Тахикардия;
- Изменение кровяного давления.

## Торговые наименования
Edronax — торговое наименование ребоксетина в каждой англоязычной стране, где он одобрен для клинического использования. Торговые наименования ребоксетина включают († обозначает продукт, который больше не продаётся):
- Davedax  Италия
- Edronax (Австралия, Австрия, Бельгия, Великобритания, Германия, Дания, Израиль, Ирландия, Италия, Мексика, Новая Зеландия, Норвегия, Польша, Португалия, Таиланд, Турция, Филиппины, Финляндия, Чехия, Швейцария, Швеция, ЮАР)
- Irenor  Испания
- Norebox  Испания
- Prolift (Аргентина, Бразилия†, Чили, Венесуэла†)
- Solvex  Германия
- Yeluoshu  Китай
- Zuolexin  Китай